# Félix Ravaisson

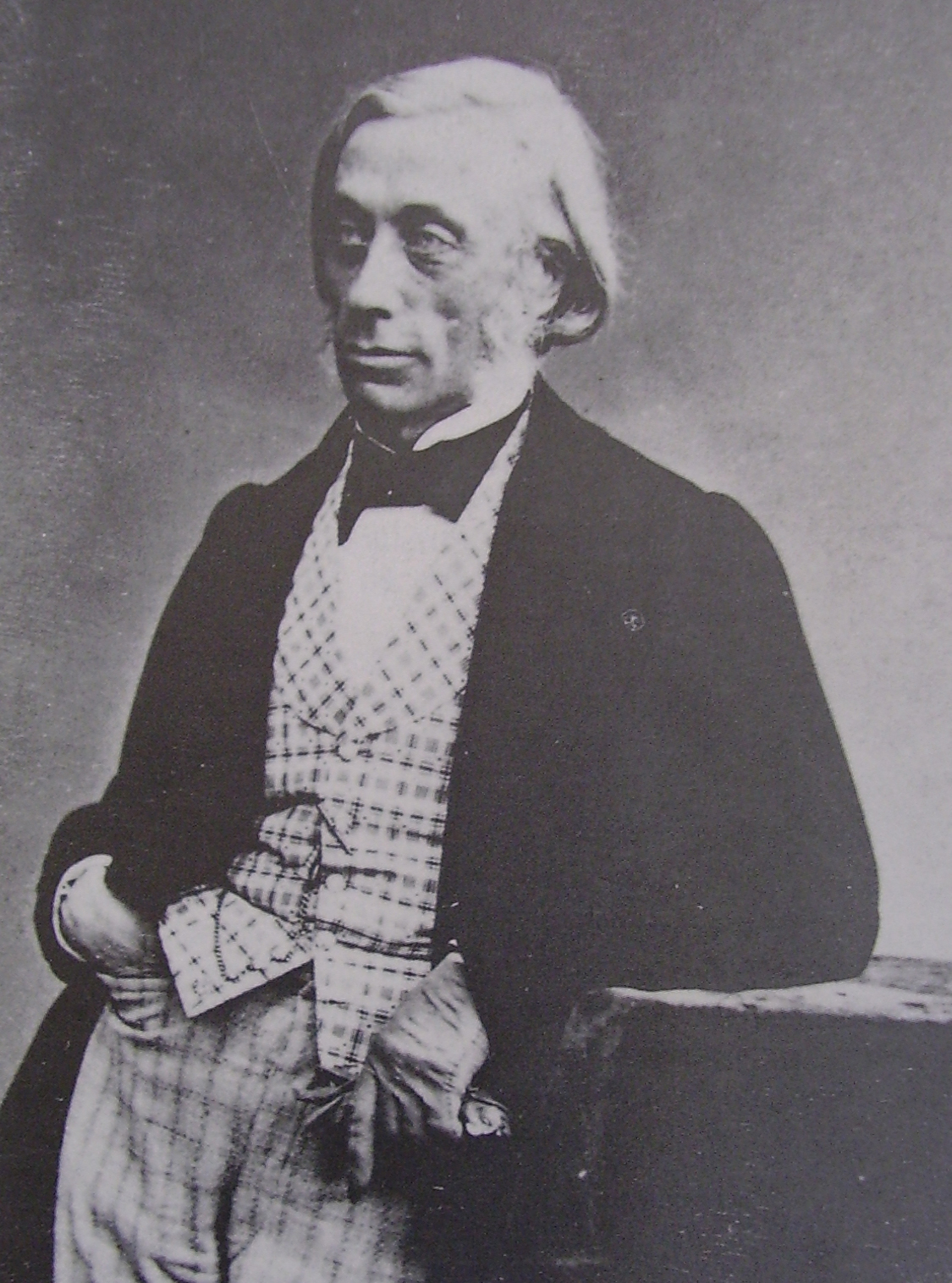
Félix Ravaisson

Jean Gaspard Félix Ravaisson-Mollien (Namur, 23 ottobre 1813 – Parigi, 18 maggio 1900) è stato un filosofo e archeologo francese.

## Biografia
Orfano di padre in tenerissima età, venne adottato da uno zio e pertanto al cognome paterno, Ravaisson, aggiunse quello materno, Mollien. Dopo aver frequentato il Collegio Rollin alla Sorbona, si recò a Monaco di Baviera, dove frequentò le lezioni di Schelling e nel 1836 conseguì la laurea in filosofia. L'anno seguente pubblicò il primo volume del suo lavoro più famoso "Essai sur la métaphysique d'Aristote" (Saggio sulla metafisica di Aristotele) a cui, nel 1846, aggiunse un volume supplementare. Questo lavoro non solo critica e commenta le teorie di Aristotele e dei Peripatetici, ma sviluppa da esse un sistema filosofico moderno.
Nel 1838 ottenne il dottorato, e divenne professore della filosofia a Rennes. Nel 1840 divenne ispettore generale delle biblioteche pubbliche e nel 1860 divenne ispettore generale dell'istruzione superiore. È stato anche un membro dell'Accademia delle Scienze Morali e Politiche, e nel 1870 amministratore della Sezione Antichità al Museo del Louvre.

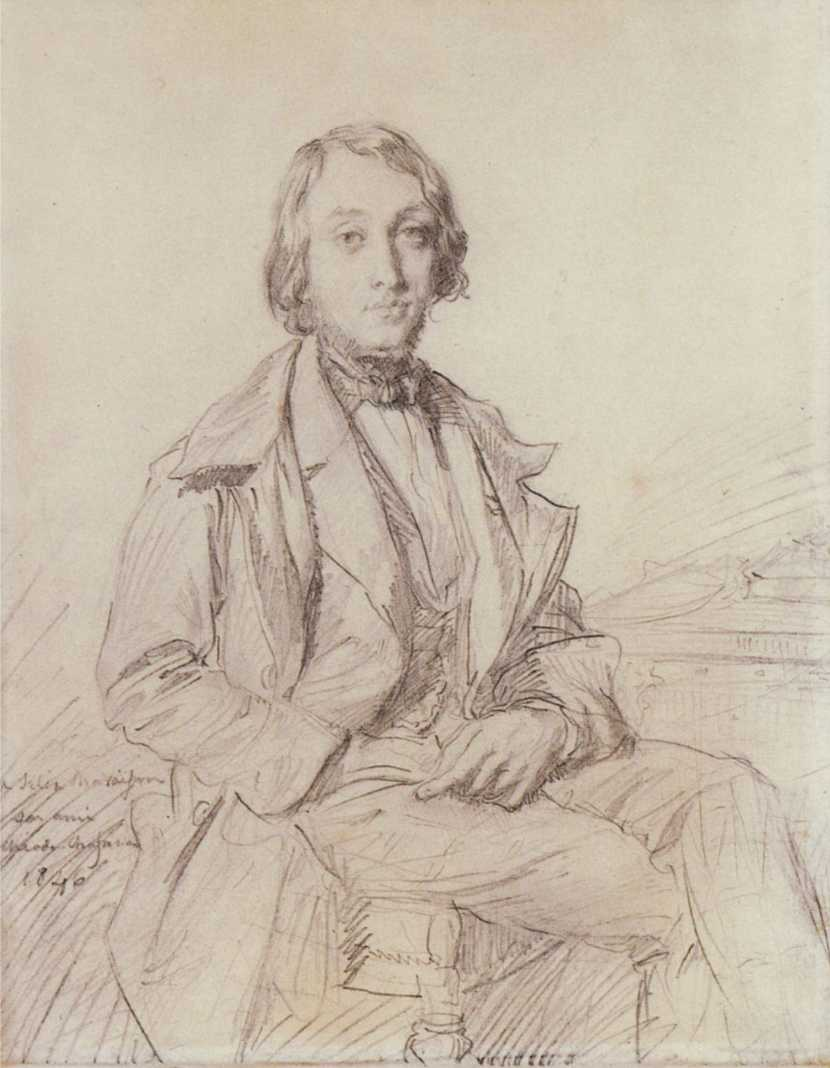
Ravaisson in un ritratto di Théodore Chassériau

## Il filosofo
Appartenne alla scuola di Victor Cousin, da cui tuttavia dissentiva in questioni molto importanti. L'atto di coscienza, secondo Ravaisson, è la base di ogni conoscenza. Gli atti di coscienza sono manifestazioni della volontà, e in questo consiste il motivo e il potere creativo della vita intellettuale. L'idea di Dio è un'intuizione cumulata data da tutte le varie facoltà della mente, nella sua osservazione dell'armonia nella natura e nell'uomo. Questa teoria ha avuto una considerevole influenza in Francia sul finire del XIX secolo. Sebbene abbia scritto poco, Ravaisson ebbe una notevole influenza sul pensiero filosofico francese nella direzione dello spiritualismo dinamico di Maine de Biran. 
I principali lavori filosofici di Ravaisson sono: 
- "Essai sur la metaphysique d'Aristote" (1836-1848)
- "De l'habitude"
- "Les Fragments philosophiques de Hamilton" (nella "Revue des Deux Mondes" (novembre 1840)
- "Rapport sur le stoicisme" (1851)
- "La Philosophie en France au dix-neuvième siècle" (1868; terza edizione, 1889)
- "Morale et métaphysique" (1893)
- "La philosophie en France au XIX siècle"

## L'archeologo
Ravaisson fu anche un archeologo, e contribuì con articoli, apparsi sulle riviste Revue Archiologique e Mémoires de l'Académie des Inscriptions, riguardanti la scultura antica. Nel 1871 pubblicò una monografia sulla Venere di Milo ("La Venus de Milo").